# 訃報 2007年8月
訃報 2007年8月（ふほう 2007ねん8がつ）では、2007年8月中に物故した、又は物故が報じられた人物についてまとめる。

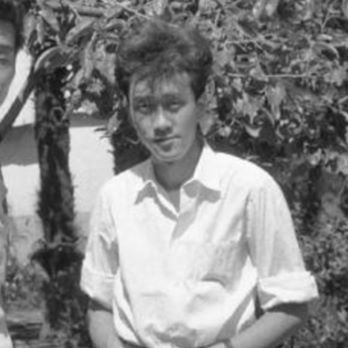
松村禎三／8月6日没

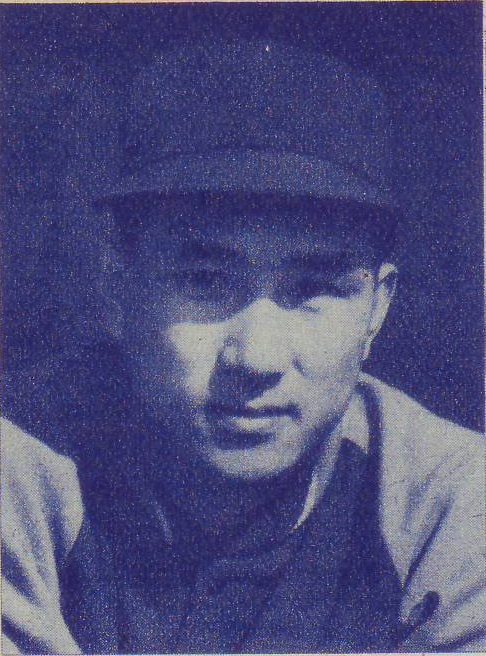
黒田一博／8月17日没

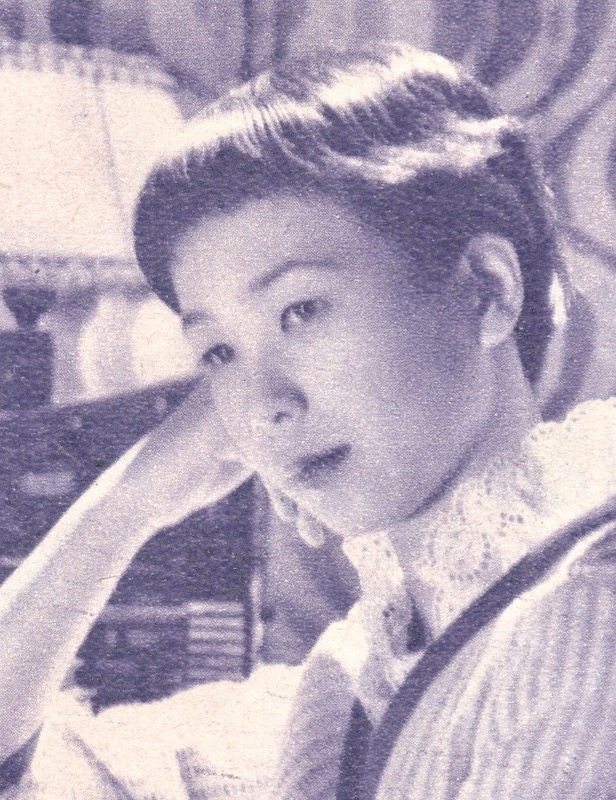
南風洋子／8月19日没

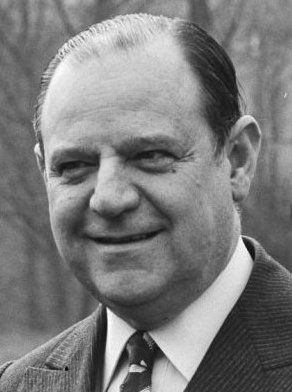
レイモン・バール／8月25日没

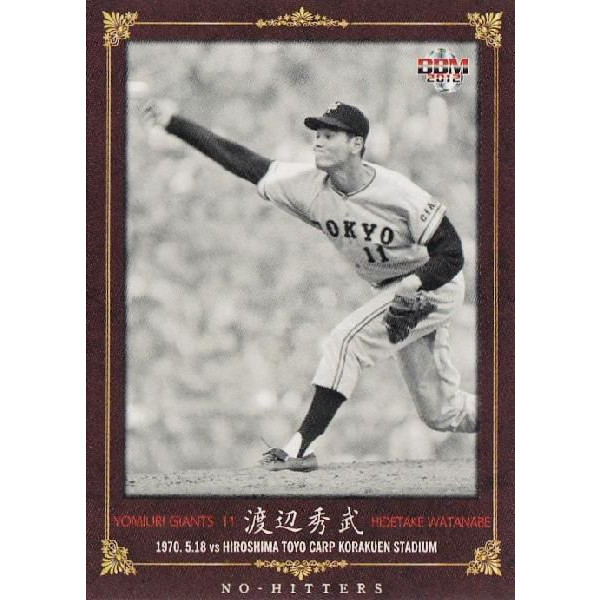
渡辺秀武／8月25日没

## （1日 - 15日）
- 8月1日 - 芥川瑠璃子、作家、詩人（* 1916年）
- 8月1日 - ヴェイッコ・カルヴォネン（Veikko Karvonen）、マラソン選手（* 1926年）
- 8月1日 - トミー・メイケム（Tommy Makem）、フォークソング歌手（* 1932年）
- 8月1日 - 阿久悠、作詞家、作家（* 1937年）
- 8月1日 - ライアン・コックス（Ryan Cox）、自転車ロードレース選手（* 1979年）
- 8月3日 - 李源京、元韓国駐日大使（* 1922年）
- 8月3日 - ジョン・ガードナー、スリラー作家（* 1926年）
- 8月4日 - ラウル・ヒルバーグ、歴史家（* 1926年）
- 8月4日 - リー・ヘイズルウッド（Lee Hazlewood）、カントリー歌手（* 1929年）
- 8月5日 - オリヴァー・ヒル（Oliver Hill）、弁護士（* 1907年）
- 8月5日 - ジャン＝マリー・ルスティジェ（Jean-Marie Lustiger）、元パリ大司教、アカデミー・フランセーズ席次4（* 1926年）
- 8月6日 - アトル・セルバーグ、数学者（* 1917年）
- 8月6日 - エリー・ド・ロスチャイルド（Elie de Rothschild）、ロスチャイルド家の銀行家（* 1917年）
- 8月6日 - 松村禎三、作曲家（* 1929年）
- 8月6日 - 綾部恒雄、文化人類学者（* 1930年）
- 8月7日 - 嶺田則夫、俳優 (* 1941年)
- 8月8日 - メルヴィル・シェイヴェルソン（Melville Shavelson）、映画監督、脚本家（* 1917年）
- 8月8日 - 奈良陽、元TBSアナウンサー（* 1942年）
- 8月8日 - 馬力（Ma Lik）、民主建港協進聯盟主席（* 1952年）
- 8月9日 - 石橋周一、元福岡放送社長（* 1918年）
- 8月9日 - ウルリヒ・プレンツドルフ（Ulrich Plenzdorf）、脚本家（* 1934年）
- 8月9日 - 高橋栄一郎、元プロ野球選手、山形県新庄市長（* 1936年）
- 8月10日 - 小阪修平、評論家、予備校講師（* 1947年）
- 8月10日 - トニー・ウィルソン（Tony Wilson）、ファクトリー・レコード創設者（* 1950年）
- 8月11日 - 内藤晋、元北海道新聞運動部部長、元スピードスケート選手（* 1922年）
- 8月11日 - 宮下稔、元京阪電気鉄道株式会社社長（* 1924年）
- 8月11日 - 泉吉次郎、元近畿日本鉄道株式会社副社長（* 1932年）
- 8月11日 - 吉川文夫、鉄道研究家（* 1932年）
- 8月11日 - 林七雄、広島大学名誉教授（* 1940年）
- 8月12日 - マーヴ・グリフィン、テレビ司会者（* 1925年）
- 8月12日 - 坪島孝、映画監督（* 1928年）
- 8月13日 - 皆川ヨ子、世界最長寿の女性（* 1893年）
- 8月13日 - ブルック・アスター（Brooke Astor）、慈善家（* 1902年）
- 8月13日 - 小林斗盦、書家、篆刻家（* 1916年）
- 8月13日 - フィル・リズート、メジャーリーガー（* 1917年）
- 8月13日 - ヨーゼフ・シヴォー、ヴァイオリニスト（* 1931年）
- 8月13日 - 佃正樹、元全国高等学校野球選手権大会優勝投手（* 1955年）
- 8月13日 - ブライアン・アダムス、プロレスラー（* 1964年）
- 8月14日 - ティホン・フレンニコフ、作曲家（* 1913年）
- 8月14日 - 琴櫻傑將、元大相撲力士、元横綱（* 1940年）
- 8月14日 - 山口小夜子、ファッションモデル（* 1949年）
- 8月15日 - 金丸三郎、元鹿児島県知事、元総務庁長官（* 1914年）
- 8月15日 - 酒井敏明、元プロ野球中日ドラゴンズ選手（* 1934年）

## （16日 - 31日）
- 8月16日 - マックス・ローチ、ジャズドラマー（* 1924年）
- 8月16日 - 服部まゆみ、作家（* 1948年）
- 8月16日 - ヨルン・ブーレ、元プロサッカー 大宮アルディージャ選手（* 1967年）
- 8月16日 - 徳山一美、高校野球指導者（* 1938年）
- 8月17日 - 黒田一博、元プロ野球南海ホークス選手、プロ野球選手・黒田博樹の父（* 1924年）
- 8月19日 - 中野シツ、皆川ヨ子の死去にともない長寿日本一となった女性（* 1894年）
- 8月19日 - 谷田昌平、文芸評論家（* 1922年）
- 8月19日 - 南風洋子、女優（* 1930年）
- 8月21日 - 岩本賢太郎、元日本石油社長（* 1923年）
- 8月21日 - 北村けんじ、児童文学作家（* 1929年）
- 8月22日 - 中西助三郎、男性長寿世界第二位の人物（* 1896年）
- 8月22日 - 大塚正夫、元東京高等裁判所長官（* 1916年）
- 8月22日 - 山村謙一、映画評論家（* 1921年）
- 8月22日 - 木村裕主、元毎日新聞社ローマ支局特派員（* 1927年）
- 8月22日 - 富樫雅彦、ジャズミュージシャン（* 1940年）
- 8月23日 - 柳澤恭雄、元日本放送協会報道部部長（* 1909年）
- 8月23日 - 松形祐堯、元宮崎県知事（* 1918年）
- 8月23日 - 西村寿行、小説家（* 1930年）
- 8月25日 - レイモン・バール、元フランス首相（* 1924年）
- 8月25日 - 渡辺秀武、元読売ジャイアンツ投手（* 1941年）
- 8月26日 - エドワード・G・サイデンステッカー、日本文学研究者（* 1921年）
- 8月26日 - 寺岡真三、作曲家、アレンジャー（* 1926年）
- 8月26日 - ガストン・トルン、元ルクセンブルク首相、欧州委員長（* 1928年）
- 8月27日 - 松旭斎広子 、奇術師（* 1916年）
- 8月27日 - 櫻井徳太郎、民俗学者、元駒澤大学学長（* 1917年）
- 8月28日 - ミヨシ・ウメキ（ナンシー梅木）、女優（* 1929年）
- 8月28日 - アントニオ・プエルタ、サッカー選手（* 1984年）
- 8月29日 - 三谷栄一、日本文学者（* 1911年）
- 8月29日 - ピエール・メスメル、元フランス首相、アカデミー・フランセーズ席次13（* 1916年）
- 8月29日 - 松本作衛、元農林水産省事務次官（* 1925年）
- 8月30日 - 菊池慎吾、慶應義塾大学名誉教授、ドイツ語学者（* 1926年）
- 8月30日 - マイケル・ジャクソン、ライター、ビール評論家（* 1942年）
- 8月31日 - 森富、東北大学名誉教授、森鷗外の孫（* 1921年?）
- 8月31日 - ゲイ・ブリュワー（Gay Brewer）、プロゴルファー（* 1932年）
- 8月31日 - 横田久、元北海道放送アナウンサー（* 1949年）

## 没日不明
- 8月11日以前（正確な日付不明） - 平古場昭二、元高校野球選手、元プロ野球審判員（* 1928年）